# Розгірче
Розгі́рче — карпатське село Стрийського району, Львівської області. Розташоване в долині річки Стрий. Відоме з 1460 року. Населення становить близько 500 осіб.
Біля села розташоване заповідне урочище «Розгірче» та комплексна пам'ятка природи Відслонення Вигородського пісковика з руїнами старовинного монастиря і печери О. Довбуша.
В селі для туристів цікавим є скелястий монастир, на який потрібно підійматися пішки і в зручному взутті. Скелі використовувалися ще в язичницькі часи. Також тут є мурований храм Святого Миколая. Його звели ще 1888 року. А в одній із вершин хребта розташоване цікаве місце —  городище давньоруського періоду, яке зберегло сліди оборонних земляних валів.

## Населення
Згідно з переписом УРСР 1989 року чисельність наявного населення села становила 616 осіб, з яких 275 чоловіків та 341 жінка.
За переписом населення України 2001 року в селі мешкало 557 осіб.

### Мова
Розподіл населення за рідною мовою за даними перепису 2001 року:
| Мова       | Відсоток |
| ---------- | -------- |
| українська | 99,82 %  |
| російська  | 0,18 %   |

## Політика

### Парламентські вибори, 2019
На позачергових парламентських виборах 2019 року у селі функціонувала окрема виборча дільниця № 461491, розташована у приміщенні будинку культури.
Результати
- зареєстровано 393 виборці, явка 79,64%, найбільше голосів віддано за партію «Голос» — 22,36%, за «Європейську Солідарність» — 19,17%, за «Слугу народу» — 16,29%.[5] В одномандатному окрузі найбільше голосів отримав Андрій Кіт (самовисування) — 29,17%, за Євгенія Гірника (самовисування) — 16,99%, за Андрія Гергерта (Всеукраїнське об'єднання «Свобода») і Олега Канівця (Громадянська позиція) — по 14,10%[6].

## Пам'ятки

### Монастирі у Розгірчому

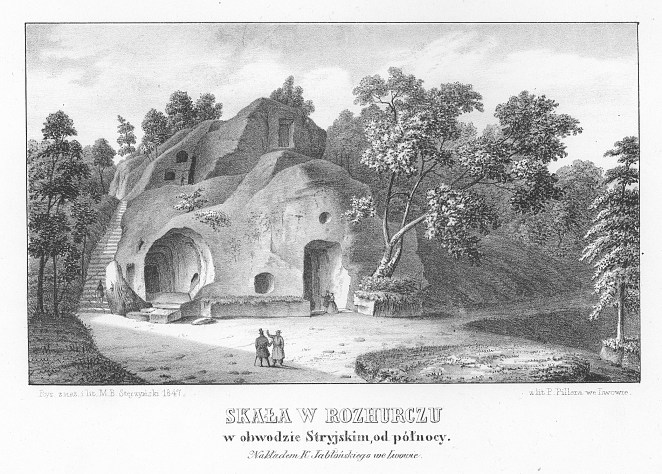
Літографія 1847 року з книги М. Стенчинського «Околиці Галіції»

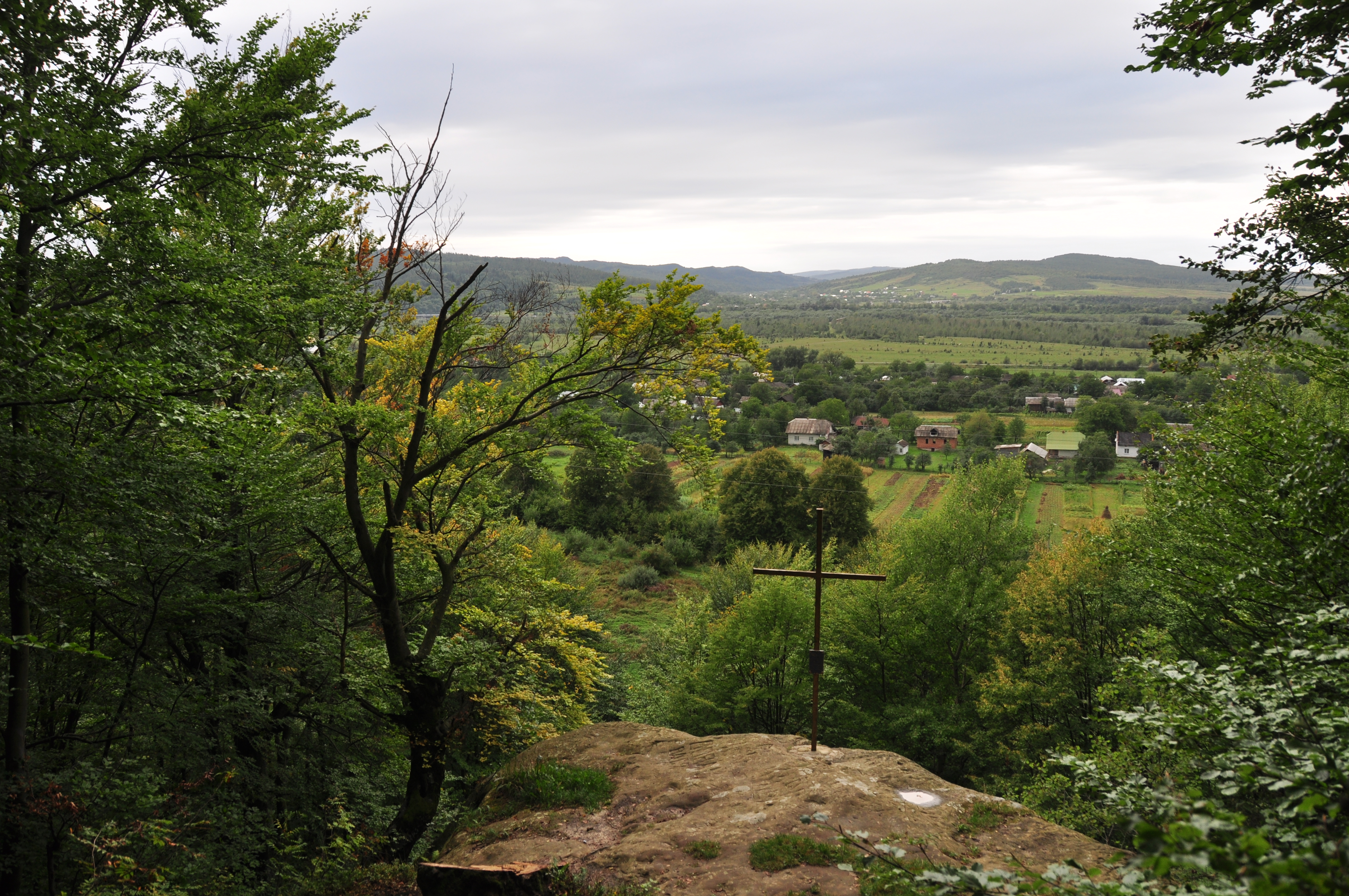
Вигляд на село зі скельного монастиря

На південно-східній околиці села розташований скельний монастир, перші згадки про який відносяться до другої половини XV ст. Імовірно, розбудовувався в XIII—XIV ст.
Скелі використовувалися ще в язичницькі часи, про що свідчать сліди на скелях, а також виявлене тут у 1990 р. землеробське поселення на городищі VIII—VII ст. до нашої ери.
Основний скельний масив розташований при підніжжі хребта, на його північному схилі. Віддалений на 200 м від південно-східної околиці села.
У товщі основного скельного масиву вибито три печери, які розташовані на двох рівнях. На першому — два приміщення, а на другому (до якого ведуть сходи) — одне приміщення. Дослідники вважають нижню велику печеру житловою кімнатою, до якої примикала комора, а верхню печеру — монастирською церквою.
За легендою, невдалі і «щораз гірші» спроби татар оволодіти укріпленням дали назву селу. За іншою версією назва походить від того, що тут розгорюються Карпати, тобто місцевість стає рівнинною.
Сьогодні монастир стає популярним туристичним місцем. Багато туристів, які займаються рафтингом на річці Стрий, зупиняються за пішохідним мостом та пішки йдуть до села, аби поглянути на монастир.
В давнину існував жіночий василіянський монастир, підтвердженням чого є згадка про нього в описі Перемиської єпархії УГКЦ 1761 року, зробленого на вимогу єпископа Онуфрія Шумлянського.

### Церква Святого Миколая

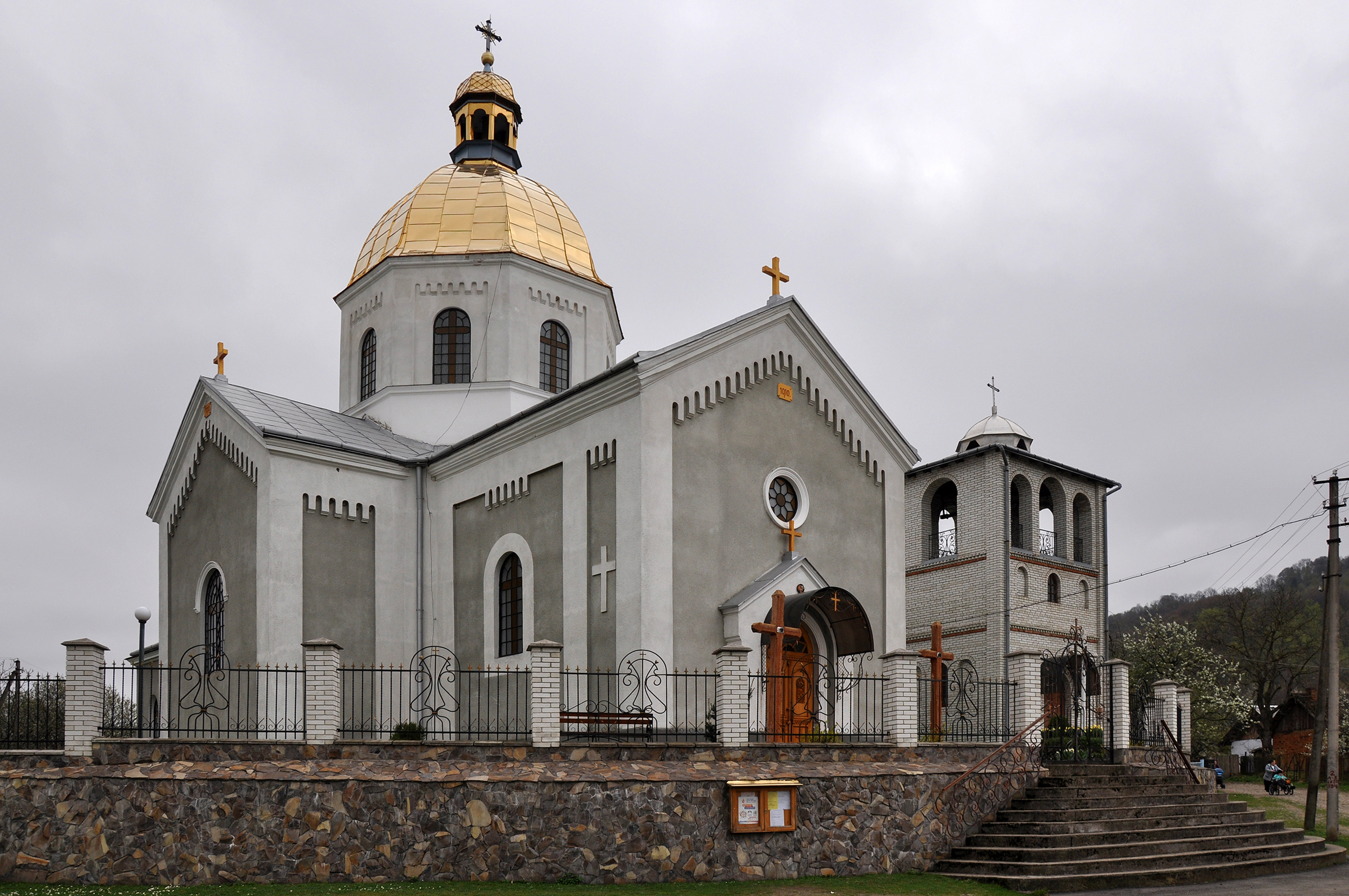
Церква Святого Миколая

Мурований храм Святого Миколая звели у 1888 році в західній частині села.
Церкву внесено до реєстру пам'яток архітектури місцевого значення за охоронним номером 2390–м.

### Городище давньоруського періоду
Ще одне цікаве місце — городище давньоруського періоду, що розташоване на одній із вершин хребта, в підніжжі якого вирубано скельний монастир.
Поросле лісом городище зберегло сліди оборонних земляних валів, що оточують його по периметру. Воно неправильної форми, витягнулося з півночі на південь, і має розміри дитинця 30x20 метрів.
За результатами археологічних досліджень 1990 року було визначено, що це — пізньосередньовічне укріплення XVI—XVII століть, яке зміцнювали насипні земляні вали з трирядним частоколом.